# 한국과학기술원 부설 연구소
한국과학기술원 부설 연구소는 모두 28개이며, 분야별로는 공학분야 12개, 자연과학분야 4개, 복합학분야 4개, 사회과학분야 4개, 의약학 분야 1개, 인문학 분야 1개로 구분된다. 부설연구소 중에는 별도의 운영규정이 마련되어 있는 부설기관이 있는데, 28연구소 중에서 나노종합기술원, 고등과학원, 과학영재교육연구원이 해당된다. 이를 제외한 다른 부설 연구소는 한국과학기술원의 연구소운영규정, 연구조직운영지침에 따라 관리된다.

## 분야별 분류
공학분야 부설연구소
- 1. KAIST나노융합연구소
- 2. KAIST청정에너지연구소
- 3. KI복합시스템설계연구소
- 4. 기계기술연구소
- 5. 나노종합팹센터(나노종합기술원)
- 6. 녹색교통시스템연구센터
- 7. 방사선 및핵 의공학연구센터
- 8. 산업경영연구소
- 9. 신형원자로연구센터
- 10. 응용과학연구소
- 11. 정보전자연구소
- 12. 첨단정보기술연구센터

자연과학분야 부설연구소
- 1. KAIST 바이오융합연구소
- 2. LED연구소
- 3. KAIST 광기술연구소
- 4. 부설고등과학원
- 5. 의과학연구센터
- 6. 자연과학연구소

복합학분야 부설연구소
- 1. KAIST IT융합연구소
- 2. 뇌과학연구센터 보관됨 2015-10-22 - 웨이백 머신
- 3. 문화기술연구소
- 4. 전문용어언어공학연구센터

사회과학분야 부설연구소
- 1. 경영대학 SK사회적기업가센터
- 2. 과학영재교육연구원
- 3. 융합과학기술정책연구소
- 4. 테크노경영연구소

의약학분야 부설연구소
- 1. 감염 및 염증질환연구소

인문학분야 부설연구소
- 1. 인문사회과학연구소